# Turn- und Sportverein Jona 2016-2017
Questa voce raccoglie le informazioni riguardanti il Turn- und Sportverein Jona nella stagione 2016-2017.

## Organigramma societario
Area direttiva
- Presidente: Hajo Zwanenburg

Area organizzativa
- Team manager: Esther Mächler
- Ufficio: Martina Licka

Area comunicazione
- Responsabile comunicazione: Stefan Licka

Area tecnica
- Allenatore: Urs Winteler
- Secondo allenatore: Karsten Schumacher
- Scoutman: Matteo Campioli

Area sanitaria
- Medico: Andreas Bickel
- Fisioterapista: Andreas Bickel
- Massaggiatore: Sirko Drose

## Rosa
| N° | Nome              | Ruolo | Data di nascita  | Nazionalità sportiva |
| -- | ----------------- | ----- | ---------------- | -------------------- |
| 3  | Anatolij Mežonnov | S     | 21 gennaio 1987  | Russia               |
| 4  | Gian Reto Riedi   | S     | 12 giugno 1992   | Svizzera             |
| 6  | Joel Maag         | C     | 20 giugno 1998   | Svizzera             |
| 7  | Rutger Zoodsma    | C     | 16 luglio 1995   | Paesi Bassi          |
| 8  | Michi Huser       | C     | 2 settembre 1994 | Svizzera             |
| 9  | Gian Aebli        | P     | 11 marzo 1994    | Svizzera             |
| 10 | Marco Bürgi       | P     | 26 febbraio 1992 | Svizzera             |
| 11 | Luca Beeler       | S     | 28 dicembre 1994 | Svizzera             |
| 12 | Joel Roos         | O     | 1º luglio 1993   | Svizzera             |
| 13 | Nicolas Meier     | L     | 23 aprile 1991   | Svizzera             |
| 15 | Jonas Stadelmann  | S     | 4 maggio 1991    | Svizzera             |
| 16 | Florian Heidrich  | C     | 14 febbraio 1990 | Svizzera             |

## Mercato
| Acquisti | Acquisti          | Acquisti | Acquisti   |
| R.       | Nome              | da       | Modalità   |
| -------- | ----------------- | -------- | ---------- |
| S        | Anatolij Mežonnov | Groznyj  | definitivo |
| C        | Rutger Zoodsma    | Zwolle   | definitivo |

| Cessioni | Cessioni       | Cessioni      | Cessioni   |
| R.       | Nome           | a             | Modalità   |
| -------- | -------------- | ------------- | ---------- |
| C        | Dwin Brouwer   | -             | definitivo |
| C        | Valon Causi    | Voléro Zurigo | definitivo |
| P        | Xander Heynen  | Voléro Zurigo | definitivo |
| L        | Ruben Oliveras | -             | definitivo |

## Statistiche

### Statistiche di squadra
| Competizione      | Punti | In casa | In casa | In casa | In trasferta | In trasferta | In trasferta | Totale | Totale | Totale |
| Competizione      | Punti | G       | V       | P       | G            | V            | P            | G      | V      | P      |
| ----------------- | ----- | ------- | ------- | ------- | ------------ | ------------ | ------------ | ------ | ------ | ------ |
| Lega Nazionale A  | 17    | 13      | 4       | 9       | 16           | 4            | 12           | 29     | 8      | 21     |
| Coppa di Svizzera | -     | 1       | 0       | 1       | 0            | 0            | 0            | 1      | 0      | 1      |
| Totale            | -     | 14      | 4       | 10      | 16           | 4            | 12           | 30     | 8      | 22     |

G = partite giocate; V = partite vinte; P = partite perse

### Statistiche dei giocatori
NB: Non sono disponibili i dati relativi alla Lega Nazionale A e alla Coppa di Svizzera